# Ball
Ball is een plaats (town) in de Amerikaanse staat Louisiana, en valt bestuurlijk gezien onder Rapides Parish.

## Demografie
Bij de volkstelling in 2000 werd het aantal inwoners vastgesteld op 3681.
In 2006 is het aantal inwoners door het United States Census Bureau geschat op 3730, een stijging van 49 (1,3%).

## Geografie
Volgens het United States Census Bureau beslaat de plaats een oppervlakte van
20,8 km², geheel bestaande uit land. Ball ligt op ongeveer 41 m boven zeeniveau.

## Plaatsen in de nabije omgeving
De onderstaande figuur toont nabijgelegen plaatsen in een straal van 24 km rond Ball.